# Fred Tuttle
Frederick Herman "Fred" Tuttle (n. 18 iulie 1919, Tunbridge⁠(d), Vermont, SUA – d. 4 octombrie 2003, Tunbridge⁠(d), Vermont, SUA) a fost un fermier american crescător de animale de lapte, actor de film și candidat al Partidului Republican pentru Senatul Statelor Unite din partea statului american Vermont. El s-a născut la Tunbridge, Vermont și a trăit acolo toată viața, cu excepția perioadei când a fost în serviciul militar în timpul celui de al Doilea Război Mondial.
Tuttle a renunțat la studii în al doilea an de liceu pentru a munci la ferma familiei. S-a căsătorit în 1961 cu soția sa Dorothy, după care a renunțat la munca la fermă în 1984. 
După pensionare, a apărut în mai multe filme regizate de cineastul local John O'Brien⁠(en)[traduceți], între care Nosey Parker⁠(en)[traduceți] și Man with a Plan⁠(en)[traduceți]. În acesta din urmă, el a jucat rolul principal, al unui fermier pensionar care se hotărăște să candideze pentru Camera Reprezentanților.
În 1998, Tuttle s-a lăsat convins să candideze în alegerile primare ale Partidului Republican pentru Senatul SUA. Adversarul său era Jack McMullen, un multimilionar care își trăise mare parte din viață în Massachusetts. Unii dintre republicanii din Vermont îl considerau pe McMullen un intrus venetic care părea că s-a mutat în Vermont doar pentru a candida pentru Senat. Structura alegerilor primare din Vermont permite și democraților și alegătorilor neafiliați să voteze la primarele republicane, și mulți s-au gândit la posibilitatea ca Tuttle să-l învingă pe McMullen cu voturi de la alte partide. Mai mult, unii sperau că o candidatură a lui Tuttle ar putea mediatiza și filmul Man with a Plan.
Campania electorală ce a urmat a fost una remarcabilă în multe feluri. Platforma lui Tuttle părea de domeniul absurdului după standardele politicii contemporane. McMullen și organizația republicană a statului au contestat lista de semnături a lui Tuttle și au obținut anularea a 95 de semnături. Tuttle mai avea nevoie de încă 23 de semnături să rămână candidat la alegerile primare, și a mai primit încă 2.309. McMullen i-a adus apoi lui Tuttle flori la spital, când acesta din urmă era internat pentru o operație la genunchi.
În dezbaterea difuzată la radio, Tuttle a pus o serie de întrebări în glumă la care doar localnicii cunoscători puteau răspunde. McMullen nu a reușit nici să pronunțe corect numele unor orașe din stat, și a greșit și răspunsul la întrebarea lui Fred „câte sfârcuri are o vacă Holstein?”, răspunzând „șase”, în loc de „patru”. În alegerile primare, Tuttle l-a învins pe McMullen cu zece puncte procentuale. Obținând 55% din voturi la alegerile primare, Tuttle și-a anunțat imediat susținerea pentru democratul în funcție, Patrick Leahy⁠(en)[traduceți].
Campania lui Tuttle împotriva senatorului democrat Leahy, acum adversarul său în alegerile generale, a fost remarcabilă pentru continuarea publicității primită de Tuttle, și pentru susținerea acordată de acesta contracandidatului său, despre care a spus că „știe cate sfârcuri are o vacă”. Tuttle a comentat că de fapt el nu vrea să câștige, pentru că dacă ar câștiga, ar trebui să se mute la Washington, D.C.. În ciuda susținerii acordate adversarului, Tuttle a obținut 48.051 de voturi (22%).
Tuttle a fost descris de senatorul Leahy ca fiind „esența distilată a vermontenității”. El era considerat de mulți a fi un exemplu al omului de rând, dar și un personaj unic.
Tuttle a murit de infarct după o zi petrecută la recoltatul cartofilor, la casa lui din Tunbridge, Vermont. A fost înmormântat în salopetă, cu un pix în buzunar pentru semnarea autografelor și cu o cutie de Moxie⁠(en)[traduceți] alături.